# انقطاع الكابلات البحرية 2008
انقطاع الكابلات البحرية عام 2008 عبارة عن ثلاث حوادث منفصلة سببت أضرارًا جسيمة لكابلات الاتصالات الضوئية البحرية في جميع أنحاء العالم. وتسبب الحادث الأول في إلحاق الضرر بما يصل إلى خمس كابلات اتصالات بحرية من كابلات الإنترنت فائقة السرعة في البحر الأبيض المتوسط والشرق الأوسط في الفترة من 23 يناير إلى 4 فبراير 2008، مما تسبب في انقطاع الإنترنت وتباطؤه لدى المستخدمين في الشرق الأوسط والهند. وقد أثارت هذه الحادثة الشك في سلامة الجزء الموجود تحت سطح البحر من منظومة كابل الإنترنت.
في أواخر فبراير، حدث انقطاع آخر، هذه المرة أثر على اتصال الألياف البصرية بين سنغافورة وجاكرتا.
في 19 ديسمبر انقطع كل من فلاغ فيا (رابط الألياف الضوئية عبر العالم الأوربي الآسيوي)، وغو 1، وسي مي وي 3، وسي مي وي 4.

## كابلات تالفة

### 23 يناير
على الرغم من أنه لم يبلغ عنها في ذلك الوقت، كان هناك انقطاع في فالكون في 23 يناير. يربط نظام الكابلات فالكون عدة دول في الخليج العربي والهند.

### 30 يناير
في 30 يناير 2008 أفادت وكالات الأنباء بأن خدمات الإنترنت تعطلت على نطاق واسع في الشرق الأوسط وشبه القارة الهندية بعد الأضرار التي لحقت بكابلات سي مي وي 4، وفلاغ تيلكوم في البحر الأبيض المتوسط. وقع الضرر الذي لحق بالمنظومتين بشكل منفصل على بعد عدة كيلومترات بالقرب من الإسكندرية.
في حين أن المساهمات الخاصة بنظامي الكبل في هذا الانقطاع غير واضحة، تُظهر الرسوم البيانية لانقطاع الشبكة حالات شاذة في الساعة 04:30 بالتوقيت العالمي المنسق ومرة أخرى في الساعة 08:00 بالتوقيت العالمي المنسق. لم يعلن أي من مشغلي الكابلات عن سبب الضرر الذي لحق بسي مي وي 4 وفلاغ. وتكهن عدد من المصادر أن سبب ذلك هو جر مرسى لسفينة بالقرب من الإسكندرية. استعرضت وزارة النقل البحري المصرية لقطات الفيديو الكاملة التي بدأت قبل 12 ساعة من انقطاع الخدمة وحتى 12 ساعة بعد انقطاع الخدمة في ذلك اليوم، وخلصت إلى أن سبب الضرر لم يكن زورقًا على السطح، حيث لم يتتبعوا أي سفن تبحر في منطقة الضرر المزعوم بالأسلاك. ولا يشحن الكويتيون السفن البحرية مباشرة، بل يشيرون إلى «الأحوال الجوية وحركة الملاحة البحرية». ذكرت ذي إيكونوميست أن زلزالًا ربما تسبب في حدوث خلل في الكابل.

#### تأثيرات
أبلِغ عن اضطرابات بنسبة 70 في المئة في مصر و60 في المئة في الهند، إلى جانب مشاكل في أفغانستان -شركة الاتصالات اللاسلكية الأفغانية، والبحرين، وبنغلاديش، والكويت، والمالديف، وباكستان، وقطر، والمملكة العربية السعودية، والإمارات العربية المتحدة.
تأثر 1.7 مليون مستخدم للإنترنت في الإمارات بانقطاع الإنترنت. قال ماهيش جيشانكر، المدير التنفيذي لشركة دو، «لقد أثر انقطاع الكابلات البحرية في كابل فلاغ أروبا آسيا على بعد 8.3 كم من الإسكندرية، مصر وسي مي وي 4 على 60 مليون مستخدم على الأقل في الهند، و 12 مليونًا في باكستان، و6 ملايين في مصر، و4.7 مليون في المملكة العربية السعودية». لم يستجب راوتر الجامعة في طهران، مما تسبب في بعض التقارير عن فقدان الاتصال الكامل لإيران. لكن السفارة الإيرانية في أبو ظبي ذكرت أن «كل شيء على ما يرام». وأظهرت تقارير وتحليلات إضافية أنه على الرغم من تأثر إيران، لكنها «كانت أفضل بكثير» من العديد من البلدان الأخرى في نفس المنطقة الجغرافية.
في 1 فبراير 2008 أكدت في إن إس إل، المزود الرائد لحلول الاتصالات في الهند، أن الشركة أعادت غالبية اتصالاتها ببرتوكول الإنترنت إلى منطقة الشرق الأوسط وشمال إفريقيا في غضون 24 ساعة من تعطل الكابل المصري. واستعيدت الخدمات إلى حد كبير في غضون 24 ساعة من انقطاع الكابل عن طريق تحويل حركة المرور عبر الكابلات تيك وسي مي وي 3.

### 1 فبراير
بعد يومين من الانقطاع الأولي، أبلِغ عن انقطاع كابل فالكون بين مسقط بسلطنة عُمان ودبي بالإمارات العربية المتحدة. كان هذا القطع بين نقاط هبوط مختلفة عن قطع 23 يناير، أصدرت فلاغ تيلكوم بيانًا صحفيًا في وقت لاحق، جاء فيه «أبلِغ عن انقطاع كابل فالكون في الساعة 05:59 بتوقيت جرينتش في 1 فبراير 2008. موقع الانقطاع على بعد 56 كم من دبي، الإمارات العربية المتحدة في قطاع بين الإمارات وسلطنة عمان». نتج هذا الانقطاع عن مرساة مهجورة تزن 5-6 أطنان.

### 3 فبراير
في 3 فبراير 2008 ذكرت أوريدو أن كابلًا يسمى دوحة -حالول الذي يربط قطر بالإمارات العربية المتحدة قد تعرض للتلف، مما تسبب في حدوث انقطاعات في شبكات الاتصالات المتضررة بالفعل في الشرق الأوسط. أصبح الكابل الرابع الذي يتعرض للتلف خلال 5 أيام. وكان موقع الانقطاع بين جزيرة حالول القطرية وجزيرة داس الإماراتية. قيل أن المشكلة تتعلق بنظام الطاقة.

### 4 فبراير
في 4 فبراير 2008 ذكرت صحيفة الخليج تايمز أن سي مي وي 4 قد تضرر أيضًا في موقع آخر بالقرب من بينانق، ماليزيا. لم يُذكر تاريخ هذا الضرر.